# الجريدا (مأرب)
الجريدا هي إحدى قرى الجمهورية اليمنية. وهي تتبع جغرافيًا لمحافظة مأرب. وإداريًا لمديرية بدبدة. يبلغ تعداد سكانها 2067 نسمة حسب الإحصاء الذي أجري عام 2004.